# كلينتون فرينش
كلينتون فرينش هو سياسي كندي، ولد في 24 ديسمبر 1907، وتوفي في 8 أغسطس 1987. حزبياً، نشط في حزب الائتمان الاجتماعي في ألبرتا ‏. وقد انتخب عضو الجمعية التشريعية ألبرتا وانتخب Hanna, Alberta ‏.